# Ruská modrá kočka
Ruská modrá kočka patří mezi krátkosrstá plemena kočky domácí. Vyniká svojí neobyčejnou krásou a to nejen díky jednobarevné stříbřitě-modré srsti, ale i nezaměnitelným výrazem ve tváři. Za její kolébku můžeme považovat oblast ruského přístavu Archangelsk (od toho původní název archangelská kočka).

## Historie plemene
Tato původně kožešinová zvířata se postupně stala miláčky carů i jejich rodin, nejznámějším příkladem je ruský modrý kocour Vasko, kterého vlastnil ruský car Mikuláš I. Nejpozději kolem roku 1860 se toto plemeno koček přičiněním námořníků dostalo do Anglie, kde sice domácí a robustnější britskou modrou kočku v oblibě nepředčilo, přesto se však jejich populace rozrostla a získala dnešní vzhled. Původní podoba není známa, s největší pravděpodobností měla zvířata místo dnešních zelených žluté oči a hustší srst.

## Vzhled

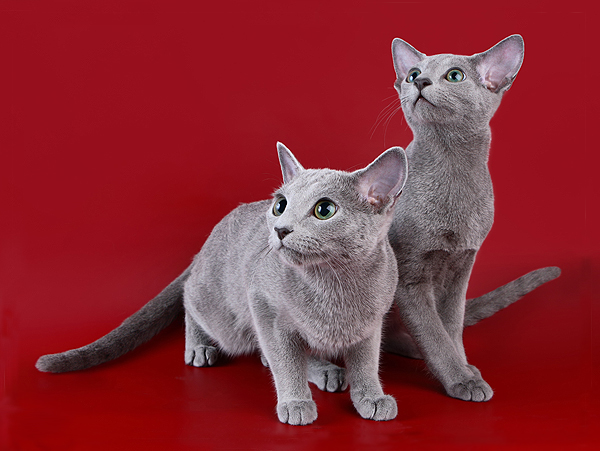
Dvě ruské modré kočky

Od všech ostatních plemen koček se liší především dvojitou krátkou srsti, která je modrošedá, rovnoměrně a zřetelně, s výrazným stříbrným leskem. Středně modrošedá se stříbrným leskem je preferovaná varianta FIFe. Jiná barva než modrá je dle specifikace FIFe nepřípustná. Ani při sebepečlivějším pročesávání se hřebenem nedostaneme až na kůži, v případě promočení nasaje všechnu vodu vrchní srst, spodní srst a bílá pokožka zůstávají zcela suché. Tyto kočky jsou spíše drobné, zpravidla ani po kastraci kočky nepřesáhnou hmotnost 4 kg a kocouři 5,5 kg. Končetiny jsou štíhlé a dlouhé, drobné tlapičky mají oválný tvar, špičatá ouška ještě násobí své kouzlo krátkými štětinkami, čímž tento archangelský lev připomíná rysa, oči mají mít sytě zelenou barvu a neorientální vzhled (ovšem třeba v USA se ruské modré kočky orientálního vzhledu úspěšně šíří). Na jejich obličeji najdeme nápadný úsměv.

## Povahové vlastnosti
Jedná se o spíše plaché kočičí plemeno, jež si zpravidla vytvoří silný citový vztah pouze k jedné osobě, je však schopné dále tolerovat ostatní členy rodiny. Svou přízeň zpravidla dává tato drobná a povídavá kočička najevo lehkým otíráním se hlavičkou o vybraného člověka, či předváděním sebe samé v plné kráse. Kočky bývají vynikajícími matkami.

## Péče a životní podmínky
Péče o ruskou modrou kočku je nenáročná, srst nevyžaduje žádnou zvláštní péči, stačí ji občas pročesat jemným kartáčem. Kočka bude potřebovat dostatečný prostor ke skotačení, pozornost a lásku svého majitele.
Ruské modré kočky nejsou nijak zvláště náchylné k nemocem a dědičným zdravotním problémům.
Důraz na stravu je kladen u kotěte i dospělého jedince. Pro udržení štíhlé, ale zároveň svalnaté postavy je potřeba kvalitní, energeticky vyvážené krmivo s dostatečným obsahem masa. Mlsný jazýček koček si vyžádá nezůstat pouze u granulovaného krmiva, kombinujte tedy granule s konzervami či kapsičkami.